# Лев Толстой (станция)
Лев Толсто́й (до 1918 года — Аста́пово) — узловая железнодорожная станция в Липецкой области в посёлке Лев Толстой. Станция расположена на пересечении железнодорожных линий, идущих из Ельца в Троекурово и из Смоленска в Раненбург (станция в городе Чаплыгин, бывший Раненбург).
C 2014 года на станции нет никаких пассажирских железнодорожных перевозок.

## История
В 1890 году на запад от станции Богоявленск проложили железнодорожную линию. Полустанок в 5 верстах от села Астапово назвали так же — Астапово. Вокруг стал образовываться посёлок Астапово. В ноябре 1898 года начала действовать ветка Астапово — Троекурово. С тех пор станция становится узловой.
В 1998 году железнодорожная линия на Троекурово разобрана за ненадобностью и из-за высоких затрат на содержание. Согласно генеральному плану посёлка Лев Толстой по ней будет проложена автомобильная дорога.

### Приезд Толстого
Станция стала широко известна всему миру в 1910 году в связи с тем, что в доме начальника станции прошли последние семь дней жизни писателя Л. Н. Толстого.
В ходе своего последнего путешествия Лев Толстой в сопровождении Д. П. Маковицкого и дочери Александры Львовны 31 октября (13 ноября) 1910 года на станции Козельск сел в вагон третьего класса поезда, следовавший до Ростова-на-Дону. Толстой в вагоне простудился, началось воспаление лёгких с высокой температурой. Вечером того же дня на станции Астапово он был вынужден сойти с поезда. Его поселили в квартире начальника станции Ивана Ивановича Озолина.
7 (20) ноября 1910 года Лев Толстой скончался. Отсюда 8 ноября отправился траурный кортеж к Ясной Поляне, к тому месту на краю оврага в лесу Старый Заказ, где, по завещанию писателя, его похоронили.
В комнате, где Л. Н. Толстой провёл последние дни и умер, решили сохранить всю обстановку, а часы были остановлены на 6.05, когда остановилось сердце писателя. Уже в 16.00 была готова и укреплена на фасаде белая мраморная доска с золотой надписью «Здесь скончался Лев Николаевич Толстой 7 ноября 1910 года». Со временем музей развился, музейными экспонатами стали здание станции, водоёмное здание, паровоз.
В ноябре 1918 года посёлок и станция были переименованы в «Лев Толстой».
1 декабря 1946 года в бывшей квартире Озолина открылся Литературно-мемориальный музей (c 1 декабря 1946 года — филиал Московского государственного музея Л. Н. Толстого). 
На станции было расположено коренное паровозное депо со зданием на 16 стойл. Сейчас депо на станции нет, нет также и сведений о сохранности здания паровозного депо.

## Памятники архитектуры
Практически все станционные здания, построенные до революции, охраняются государством:
- Дом, где в 1910 году умер Л. Н. Толстой, — памятник архитектуры федерального значения.
- Здания, которые имеют статус регионального памятника архитектуры:

1. Железнодорожное училище с церковью-школой (1905—1909) — Привокзальная ул., 10
2. Телеграф (1900) — Привокзальная ул., 13
3. Амбулатория (1900) — Привокзальная ул., 15
4. Пристанционный парк (1900-е) — Привокзальная ул.
5. Вокзал (1889—1900) — Привокзальная ул.

## Галерея
| - Часы остановлены на 6:05 | - Вокзал на станции Астапово - И. И. Озолин, начальник ж/д станции «Астапово», в квартире которого скончался Л. Н. Толстой |